# Spanska viner
Spanska viner. Spanien är världens tredje största vinproducent, efter Frankrike och Italien, och producerade 2011 hela 34,3 miljoner hl vin. Vinodlingsarealen är samtidigt världens största, även om den sjunkit under 1 000 000 ha (2011, 968297 ha). Närmare 300 000 ha har försvunnit sedan 1985. Att produktionen, trots en kraftig nergång i uppodlad areal, har hållits uppe beror på att det nu på de flesta håll är tillåtet med konstbevattning.

## Historik
Vinodling bedrevs förmodligen på den Iberiska halvön redan på 3000-talet f.Kr. I Jerez planterades de första druvorna av fenicierna som kom dit cirka 1000 f.Kr. Romarna utvecklade vinodlingen. Morerna, som trots att deras religion förbjuder alkohol var mycket toleranta mot vinodlarna, tog över år 711. En del spanska kalifer och emirer hade egna vinodlingar.
Bortsett från Sherry och Málaga framställdes det få kvalitetsviner och det var inte förrän i slutet på 1800-talet som vinproduktionen i Rioja fick ett rejält lyft. Odlare från Bordeaux flydde då nämligen vinlusen i Bordeaux och började utveckla vinproduktionen i Rioja och Navarra. Men vinlusen skulle snart även drabba Rioja. Den slog så hårt att vinproduktionen inte kom igång på allvar förrän efter andra världskriget. Kvalitén var medioker ända fram till 1970-talet.

## Vinklassificeringar
Instituto Nacional de Denominaciones de Origen (INDO) heter det kontrollerande organet. Det motsvarar ungefär INAO i Frankrike. Därtill kommer lokala kontrollorgan Consejo Regulador för de olika regionerna. Kvalitetskraven i de olika distrikten kan variera betydligt, till exempel krävs olika lång lagringstid i olika regioner för att ett vin ska få betecknas Gran Reserva.
Den högsta klassen heter DOC (Denominación de Origien Calificada, skrivs även DOCa) och innehas för närvarande av regionerna Rioja och Priorato (som på katalanska heter Priorat) samt sedan 2008 också av Ribera del Duero. Det finns ett förslag om att även regionen Jerez skall åtnjuta DOC-status. 
Nästa klass heter DO (Denominación de Origien) och innehas av ett sextiotal regioner.
I övrigt finns det tre lägre klasser: Vino da Mesa (VdM), som motsvarar EU:s bordsvin, alltså den lägsta klassen, Vino Commercial (VC), som är nästa klass med visst krav på regionalitet, och slutligen Vino de la Tierra (VdlT) som kräver att vinet ska komma från en speciell region, vara framställd enligt fastställda regler och på druvor som är typiska för distriktet.

## Druvsorter
Spaniens mest odlade blå druva är Tempranillo (Cencibel, Tinta toro) med sina 21,5 %, följt av Bobal 7,0 %, Garnacha tinta 6,7 %, Monastrell 5,3 %, Cabernet sauvignon 2,2 %, Syrah 2,1 % och Garnacha Tintorera 2,0 %.
Bland gröna druvor är Airén den druva som har störst odlingsareal med 22,6 %, följt av Viura/Macabeo 3,7 %, Pardina/Jaen blanco/Calegrano 3,0 %), Verdejo 1,8 % och Palomino 1,5 %.
Ovanstående gäller för 2011 och uppodlad areal.

## Vinregioner

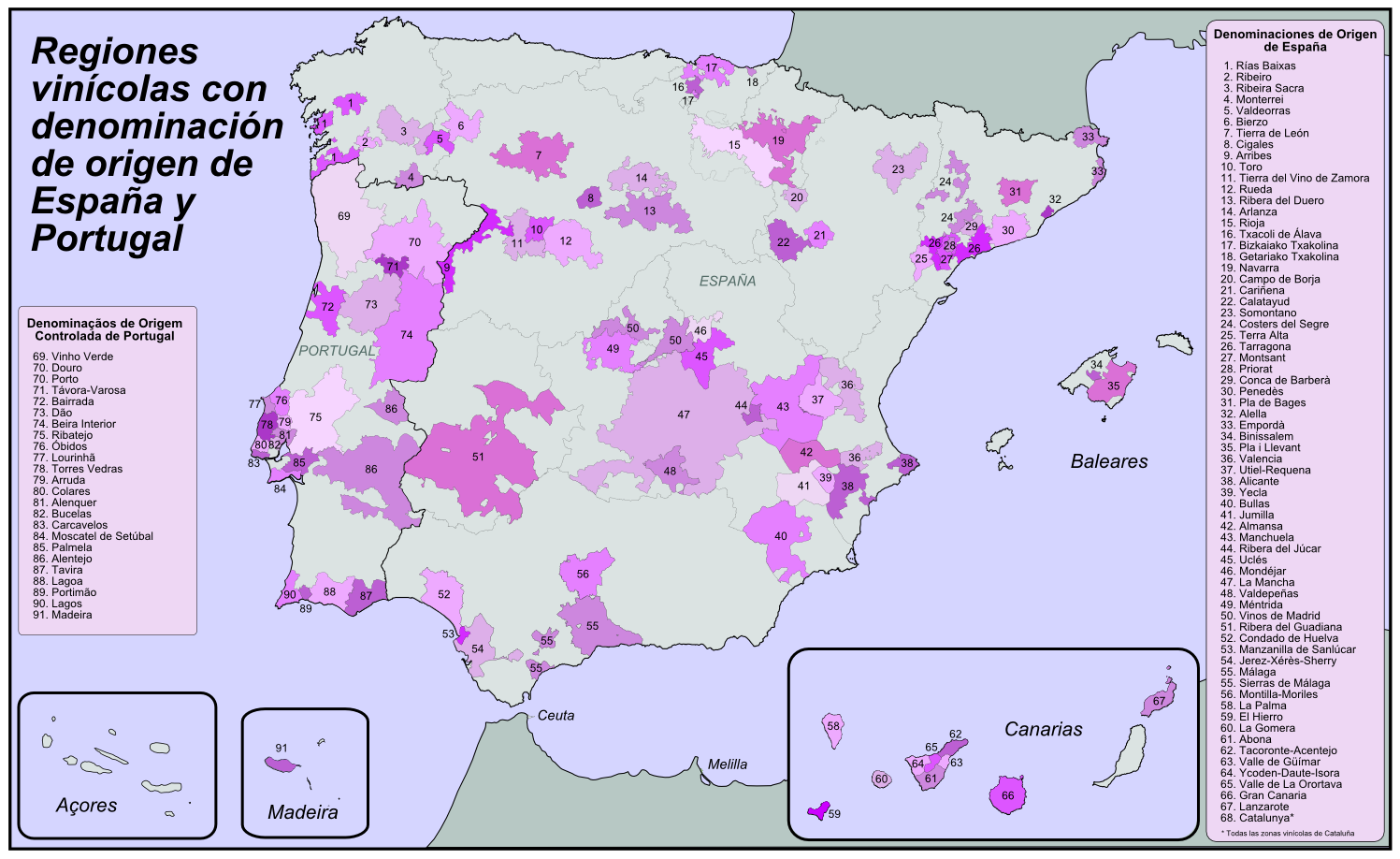
Karta över Spaniens vinregioner.

Det mest kända och klassiska distriktet är Rioja i norra Spanien som gör viner av oftast hög kvalitet med en typisk kraftig ekfatston som på grund av amerikanska ekfat får en karakteristisk, populär vaniljton, även om mer "moderna" riojaviner i högre prisklass ofta är gjorda på fat av fransk ek och därmed tenderar att bli mer tanninrika (sträva) och något lika högklassiga Bordeauxviner. 
Rioja har numera hård konkurrens från det närliggande Ribera del Duero i nordvästra Spanien som gör kraftiga röda viner på Tempranillo eller Tinto fino som druvan kallas här. Längre ner längs floden Douro ligger distriktet Toro som gör likaledes kraftiga rödviner av en typ som blivit lite av en kult i världen. Här kallas Tempranillo för Tinta de Toro. Mot gränsen närmast Portugal ligger det nyskapande området Bierzo som låtit höra tala om sig under 2000-talet.
I Katalonien i östra Spanien nära Barcelona finns distriktet Penedès som är känt för sina mousserande viner (Cava) och för att en av Spaniens mest kända vinprofiler Miguel Torres Jr härstammar härifrån. På senare år har distriktet Priorat några mil längre söderut seglat upp som ett kvalitetsdistrikt. Vinerna från Priorat är oftast kraftiga rödviner gjorda på blandningar av Garnacha tinta, Cariñena, Cabernet Sauvignon samt ibland även Syrah och Merlot.
Det finns också nyskapande regioner som exempelvis Estremaduras D.O. distrikt Ribiera del Guadiana som har fruktiga druvor som Pardina och Tempranillo med mer mineralsmak och mindre vanilj.
Jerez de la Frontera i sydvästra Spanien är regionen för tillverkning av starkvinet sherry.
På exportmarknaderna är Spanien i första hand känt som ett rödvinsland, och i andra hand som ett starkvinsland. Emellertid produceras också stora mängder torra vita viner (ofta även i rödvinsregionerna), och vissa renodlade vitvinsregioner har börjat skapa ett namn för sig med inhemska druvsorter. Mest känd är troligen Rias Baixas i Galicien som gör eleganta, aromatiska viner på druvan Albariño. En annan vitvinsregion är Rueda där druvsorten Verdejo dominerar. I tre regioner i Baskien i norra Spanien framställs det vita vinet txakoli.
Andra vinregioner i Spanien är Navarra, Estremadura och Castilla-La Mancha.